# هاينريش سوتير
هاينريش سوتير ( 1264 - 1340 هـ / 1848 - 1922 م ) هو مستشرق سويسري برز في تاريخ الرياضيات والفلك عند العرب.
عني بتراجم علماء الهيئة والرياضيات من العرب، فوضع كتابا بالألمانية اشتمل على نيف وخمسمائة ترجمة واسماه «الرياضيون والفلكيون العرب وأعمالهم» (بالألمانية: De Mathematiker und Astronomen der Araber and ihre Werke).